# Obereopsis pedongensis
Obereopsis pedongensis là một loài bọ cánh cứng trong họ Cerambycidae.